# Hugh Scott (Politiker)

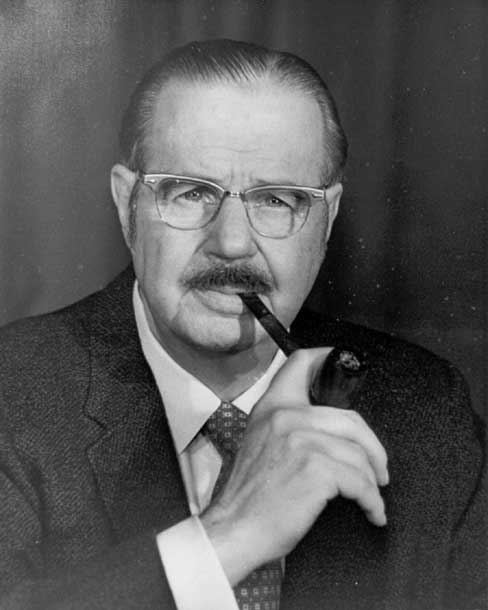
Hugh Scott

Hugh Doggett Scott Jr. (* 11. November 1900 in Fredericksburg, Virginia; † 21. Juli 1994 in Falls Church, Virginia) war ein US-amerikanischer Politiker der Republikanischen Partei, der den Bundesstaat Pennsylvania in beiden Kammern des Kongresses vertrat. Er fungierte außerdem von 1948 bis 1949 als Vorsitzender des Republican National Committee, der Parteiorganisation der Republikaner.

## Leben
Hugh Scott besuchte öffentliche und private Schulen in seiner Heimat Virginia. Während des Ersten Weltkrieges gehörte er dem Reserve Officer Training Corps und später dem Students’ Army Training Corps an. Er machte seinen ersten Abschluss im Jahr 1919 am Randolph-Macon College in Ashland und bestand 1922 sein juristisches Examen an der University of Virginia in Charlottesville, woraufhin er im selben Jahr in die Anwaltskammer aufgenommen wurde. Er zog nach Pennsylvania und begann in Philadelphia als Jurist zu praktizieren.
Von 1926 bis 1941 amtierte Scott als stellvertretender Bezirksstaatsanwalt von Philadelphia. Außerdem wirkte er von 1938 bis 1940 in einer vom Gouverneur einberufenen politischen Reformkommission mit. Im Zweiten Weltkrieg diente er zwei Jahre lang als Mitglied der US Navy und stieg bis zum Commander auf. Nach der Rückkehr ins zivile Leben betätigte Scott sich als Schriftsteller und war Vizepräsident der US-Delegation bei der Interparlamentarischen Union.

## Politik
Scotts politische Laufbahn begann 1940 mit der Wahl ins Repräsentantenhaus der Vereinigten Staaten, dem er als Vertreter des siebten Kongresswahlbezirks von Pennsylvania vom 3. Januar 1941 bis zum 3. Januar 1945 angehörte. Er verfehlte 1944 die Wiederwahl und arbeitete zunächst wieder als Anwalt. 1946 gelang ihm der erneute Einzug in den Kongress, wo er als Repräsentant des sechsten Distrikts von Pennsylvania nach mehrfacher Wiederwahl vom 3. Januar 1947 bis zum 3. Januar 1959 verblieb. Während dieser Zeit stand er als Nachfolger von Brazilla Carroll Reece zwischen 1948 und 1949 auch dem Republican National Committee vor, ehe er diesen Posten an Guy Gabrielson abtrat.
1958 verzichtete Scott auf eine erneute Kandidatur als Kongressabgeordneter, um sich stattdessen um den frei werdenden Sitz im US-Senat von Edward Martin zu bewerben. Er setzte sich gegen George M. Leader, den demokratischen Gouverneur Pennsylvanias, knapp mit 51:48 Prozent der Stimmen durch und nahm sein Mandat im Senat ab dem 3. Januar 1959 wahr. In der Folge wurde er zweimal von den Wählern bestätigt. 1969 amtierte er für einige Monate als Whip der republikanischen Minderheitsfraktion, ehe er im September desselben Jahres als Nachfolger von Everett Dirksen zum Minority Leader aufstieg. Diesen Posten hatte er bis zu seinem Abschied aus dem Senat am 3. Januar 1977 inne. In diese Zeit fiel die Watergate-Affäre um Richard Nixon, wobei Scott am 7. August 1974 gemeinsam mit Senator Barry Goldwater aus Arizona und John Jacob Rhodes, dem Minority Leader des Repräsentantenhauses, den Präsidenten aufsuchte, um diesem mitzuteilen, dass nicht genügend republikanische Kongressmitglieder gegen eine Amtsenthebung stimmen würden, weshalb seine Lage aussichtslos sei. Nixon trat zwei Tage später zurück.
Scott trat 1976 nicht mehr zur Wiederwahl an. Seinen Sitz übernahm Henry John Heinz III. Im selben Jahr führte Scott die Delegation Pennsylvanias auf der Republican National Convention in Kansas City an. 1983 gründete er mit seinem ehemaligen Senats-Kollegen Frank Church das Center for Responsive Politics.
Nach Jahren in Washington, D.C. verbrachte Scott seinen Ruhestand in Falls Church, wo er im Juli 1994 verstarb. Hugh Scott wurde auf dem Nationalfriedhof Arlington beigesetzt.